# Richard Moryl
Richard Henry Moryl (Newark, 23 februari 1929 – 8 april 2018) was een Amerikaans componist, muziekpedagoog, fluitist, klarinettist en saxofonist.

## Levensloop
Moryl studeerde aan de Columbia-universiteit in New York en behaalde in 1959 aldaar zijn Master of Music. Vervolgens studeerde hij aan de Brandeis University in Waltham tot 1968. Met een studiebeurs uit het Fulbright-programma studeerde hij in 1963/1964 bij Boris Blacher aan de Universiteit van de Kunsten in Berlijn, toen nog Hochschule für Musik geheten. 
Hij is sinds 1973 docent aan het "Western Connecticut State College" in Danbury. Verder was hij werkzaam aan de Universiteit van Connecticut in Storrs alsook aan het Smith College. 
Moryl was oprichter en directeur van het Charles Ives Center for American Music (CICAM) in New Milford dat zich met de verbreiding en de steun van werken van Amerikaanse componisten bezighoudt. Verder was hij oprichter en directeur van het New England Contemporary Music Ensemble dat met uitvoeringen van eigentijdse muziek werkzaam is. 
Als componist ontving hij meerdere prijzen en studiebeurzen zoals twee keer de National Endowment for the Arts awards en van de Ford Foundation alsook van de Rockefeller Foundation. Moryl was tijdens de 2e Dmitri Shostakovich Chamber Music Competition in Sint-Petersburg in 1991 jurylid.
Richard H. Moryl overleed in 2018 op 89-jarige leeftijd.

## Composities

### Werken voor orkest
- 1968 Total, voor groot orkest
- 1969 Salvos, voor trompet en orkest
- 1971 Strobe, voor orkest
- 1972 Chroma, voor kamerorkest
- 1972 Particles, voor orkest

### Werken voor harmonieorkest
- 1973-1974 Optima, voor harmonieorkest

### Vocale muziek

#### Werken voor koor
- 1969 Choralis, voor gemengd koor
- 2007 Illuminations, voor gemengd koor

#### Liederen
- 1973 Island in the Moon, voor zangstem en piano - tekst: William Blake
- 1976 Das Lied, voor mezzosopraan en kamerorkest
- 1996 The seven last words of Christ, voor bariton, dwarsfluit, cello, klavecimbel en slagwerk

### Kamermuziek
- 1969 Modules, voor piccolo, trombone, slagwerk en contrabas
- 1969 Serenade, voor viool en kamerensemble (13 instrumenten)
- 1969 Multiples, voor slagwerk, harp, piano en strijkers
- 1971 Refrains, voor cello, vibrafoon en geluidsband
- 1971 Sunday morning, voor altsaxofoon, slagwerk en geluidsband
- 1972 Loops, voor grote homogene instrumentale groepen en geluidsband
- 1973 Music of the Spheres, voor hobo, slagwerk, harp en piano (optioneel: geluidsband en dansers)
- 1975 A Sunflower for Magie, voor contrabasklarinet, slagwerk en piano
- 1976 Atlantis, fantasie-stukken voor althobo, versterkt piano, geluidsband, 2 slagwerkers en pantomime
- 1977 Summer's Music, voor dwarsfluit, hobo en gitaar
- 1983 Golden Phoenix, voor strijkkwartet
- 1988 Dance Macabre, voor viool en slagwerk
- 2000 In the green Morning, voor orgel en slagwerk
- Improvisations (Variables No. 5), voor dwarsfluit, klarinet, viool en cello

### Werken voor piano
- 1972 Particles

### Elektronische muziek
- 1972 Chambers nr. 2, voor altsaxofoon, geluidsband, film en lichteffecten